# 日立システムズエンジニアリングサービス
株式会社日立システムズエンジニアリングサービス（英: Hitachi Systems Engineering Services, Ltd.）は、神奈川県横浜市にある日立グループの一社で、システム基盤設計・構築、運用ソリューション、システム開発・企画・設計・管理運営を行う企業。
社名が株式会社コンピュータシステムエンジニアリングだった時代は、日立グループ内ではCSEと呼ばれていた。
プライバシーマークを取得している。

## 沿革
- 1970年（昭和45年）3月 - 株式会社産協データサービスとして設立。
- 1973年（昭和48年）3月 - 株式会社東和コンピューターシステム設立。のちに株式会社アイテイテイエスに社名変更。
- 1981年（昭和56年）6月 - 株式会社コンピュータシステムエンジニアリングに社名変更。
- 1996年（平成8年）9月 - 株式会社日立インフォメーションサービス設立。
- 1998年（平成10年）10月 - クリエイティブソリューション株式会社設立。
- 2005年（平成17年）4月 - コンピュータシステムエンジニアリングを存続会社として、株式会社アイテイテイエスおよび株式会社日立インフォメーションサービスと合併。
- 2012年（平成24年）4月 - コンピュータシステムエンジニアリングを存続会社として、クリエイティブソリューション株式会社と合併し、株式会社日立システムズエンジニアリングアンドソリューションに社名変更。
- 2013年（平成25年）
  - 4月 - 株式会社中国日立システムズを吸収合併[3]。
  - 10月 - 株式会社日立システムズエンジニアリングサービスに社名変更[4]。
- 2016年（平成28年） 8月 - 栃木オフィス閉所。

## 事業所
- 本社 - 横浜市西区みなとみらい2-2-1　横浜ランドマークタワー32階
- 西日本支社・関西支店 - 大阪市北区堂島浜1-2-1　新ダイビル
- 中部支店 - 名古屋市中区栄1-24-15　JPR名古屋伏見ビル3階
- 中国支店 - 広島市中区上幟町3-33　日立システムズ中国ビル3階
- 茨城支店 - 水戸市南町3-4-14　明治安田生命水戸南町ビル11階

## パッケージ製品
- WISE Audit（ワイズ オーディット）- 電子メールアーカイブ・フィルタリング
- スキルバインダー - 人材管理
- Goo2マネ（ググマネ）- 物品管理